# Ituero (Albacete)
Ituero es una localidad española del municipio de Masegoso, perteneciente a la provincia de Albacete, en la comunidad autónoma de Castilla-La Mancha.

## Geografía
Está ubicada en la comarca histórica de la sierra de Alcaraz. Se encuentra a 28 km de Alcaraz, 66 km de la capital provincial y a 205 km de Jaén. Situada al noreste del municipio de Masegoso (5 km), Ituero se ubica en el antiguo cauce del río de Masegoso que a lo largo de su historia geológica ha formado un paisaje formado de escarpes rocosos asemejándose a un desierto lunar si no fuera por la abundante vegetación que puebla donde la orogenia permite la vida. A ambos lados del lecho del río de Masegoso se levantan numerosas cercas para encerrar el ganado, que crean en Ituero una de sus principales singularidades. 
La Piedra del Portalón es el lugar más emblemático de la aldea siendo un punto desde donde se contemplan extensas vistas panorámicas.

### Accesos
A Ituero se accede por la carretera comarcal AB-5028 que une la carretera nacional N-322 con Masegoso, donde se une con la carretera comarcal AB-5019. 

## Historia
La presencia de fósiles en las cuevas y abrigos en los alrededores de Ituero demuestra la presencia de agua en la zona desde hace millones de años. La presencia del agua en todo el territorio hace que alrededor de la aldea se extiendan amplios campos de guijarros.
Por su ubicación, se sabe que durante la Edad Media las tierras que ocupan tanto Ituero como Masegoso pertenecían al Alfoz de Alcaraz,en el límite entre los reinos castellanos de Toledo y Murcia, aunque no está documentado que ambas poblaciones ya existieran en aquella época.
El origen de la aldea no está claro, aunque se cree que surgió alrededor de una granja que se ubicó junto a la ribera del río de Masegoso en un momento anterior al siglo XIX. De aquel origen se mantiene la costumbre de realizar la matanza del cerdo en diciembre para aprovechar todo lo que puede ofrecer este animal y llenar las despensas para el resto del año.
A mediados del siglo XIX, el lugar, perteneciente ya por entonces a Masegoso, tenía contabilizadas unas 30 casas. La aldea aparece descrita en el noveno volumen del Diccionario geográfico-estadístico-histórico de España y sus posesiones de Ultramar de Pascual Madoz de la siguiente manera:

ITUERO: ald. de 30 casas en la prov. de Albacete, part. jud. de Alcaraz, térm. jurisd. de Masegoso.
(Madoz, 1847, p. 404)

En 2022, tenía empadronados 39 habitantes.En la actualidad Ituero cuenta con una ermita situada en la plaza, un parque infantil y unas pistas polideportivas donde se puede practicar fútbol, baloncesto, etc. Además, tiene con un centro polivalente donde se localiza el consultorio médico.

## Economía
En la actualidad, aparte de la actividad ganadera y agrícola tradicional, Ituero se ha convertido en un lugar popular para la construcción de segundas residencias y como un incipiente destino de turismo rural.
La laguna del Arquillo, monumento natural de Castilla-La Mancha y localizada a 7 km de Ituero, es el principal reclamo turístico de la zona. Otros puntos de interés turístico cercanos a Ituero son el Santuario de Cortes, la ciudad de Alcaraz, el pueblo de Riópar Viejo y el nacimiento del río Mundo.

## Fiestas

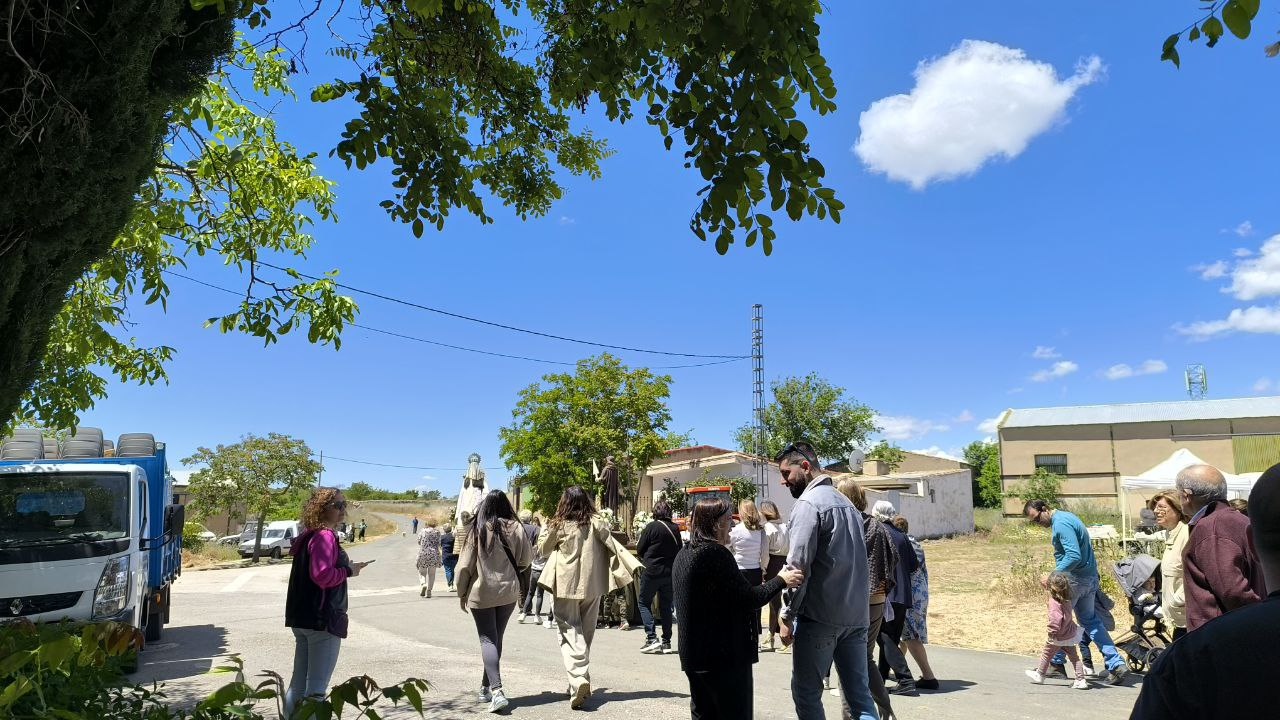
Romería de Mayo en Ituero

Las fiestas patronales se celebran el 15 de mayo, en honor a San Isidro Labrador, patrón de los agricultores. Se realizan diversas actividades, como una romería para que el santo bendiga los campos, comidas de vecinos y todos aquellos que se han acercado a Ituero para celebrar la fiesta, aunque en el pasado era costumbre degustar carne de cordero con ajos, en la actualidad esta comida ha sido reemplazada por una comida popular que varía cada año, ofreciendo platos como paella, guiso de cordero y otras especialidades culinarias, gracias a las últimas medidas del Ayuntamiento de Masegoso, las actividades festivas se han ampliado considerablemente. Además de las tradicionales verbenas y concursos, ahora se incluyen actividades deportivas como zumba, concursos de juegos populares, y eventos para todas las edades, lo que ha contribuido a una mayor participación y entusiasmo por parte de los habitantes de Ituero y los visitantes. Al no contar con mucha afluencia este día del mes de mayo, se suelen volver a celebrar las fiestas el último fin de semana de agosto. 
Además del componente musical, las fiestas de agosto incluyen una serie de actividades que fomentan la participación de toda la comunidad. Los juegos populares, que van desde carreras de sacos hasta competiciones de tiro con cuerda, son un elemento central de estas celebraciones, evocando las tradiciones más arraigadas del pueblo. Estos juegos no solo entretienen, sino que también refuerzan los lazos entre los habitantes de Ituero. Otro momento destacado de las fiestas es el vino de honor, una tradición que reúne a los vecinos y visitantes para compartir un brindis en la plaza del pueblo. Este gesto de hospitalidad es una oportunidad para celebrar la unidad y el espíritu comunitario que caracterizan a las festividades de Ituero. 
A finales de abril se celebra una romería donde los vecinos de Ituero van a buscar a la Virgen del Rosario a Masegoso para que pase alrededor de un mes entre los ituereños, que tanta devoción le tienen. Transcurrido ese tiempo la Virgen será devuelta a su lugar de origen. 
La participación de ituereños en la romería de la Virgen de Cortes en la cercana ciudad de Alcaraz hace que esta también conforme parte del calendario festivo de la aldea.

### Festival Ituerock

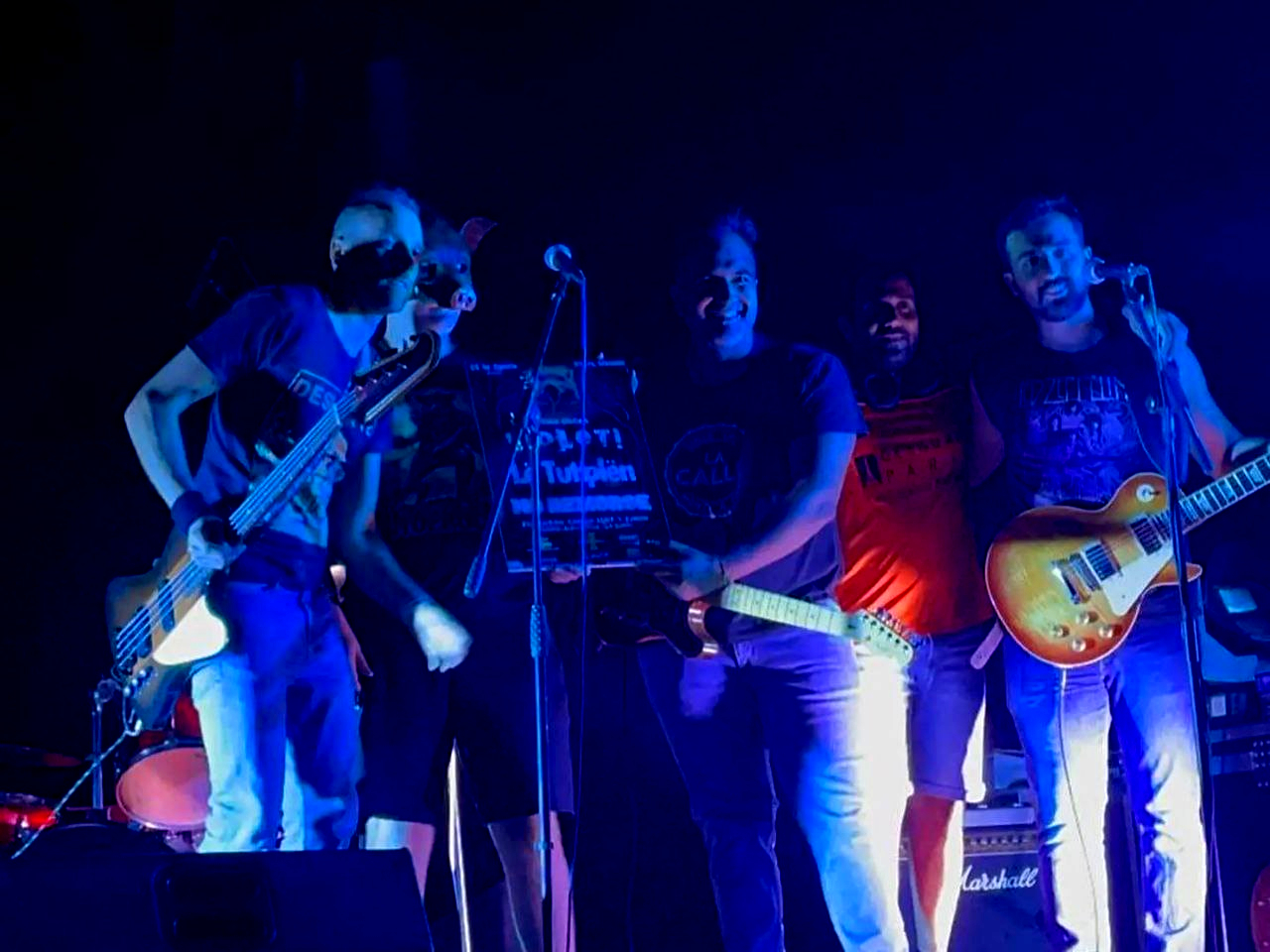
La banda Violet junto a Rocko en el Ituerock 2024

Ituerock es un festival de rock que se celebra en la localidad de Ituero, en el municipio de Masegoso, provincia de Albacete, Castilla-La Mancha. La primera edición del festival tuvo lugar en agosto de 2023, organizado por José García González, vecino del pueblo, aunque la idea original surgió de la Asociación Cultural El Portalón de Ituero. Este festival se estableció como una alternativa moderna a la tradicional orquesta de las fiestas locales, con el objetivo de atraer a un público más joven y revitalizar las celebraciones.
El festival se lleva a cabo en las pistas polideportivas de la aldea, y la entrada es gratuita, lo que facilita la participación de toda la comunidad y visitantes de localidades cercanas. La banda Barrizal fue la primera en ser invitada a tocar en este evento, dando inicio a una tradición que ha ganado rápidamente popularidad entre los habitantes de Ituero y sus alrededores.
Además de la música, Ituerock cuenta con una leyenda local que añade un toque especial al evento. Según la historia creada por la Asociación El Portalón, un hombre jabalí llamado Rocko aparece cuando hay mucho ruido, atraído por la energía de la música alta. Rocko se ha convertido en la mascota oficial del festival y ha hecho apariciones en otras fiestas de la aldea, consolidándose como un símbolo de las celebraciones.
El éxito de Ituerock ha sido tal que ha logrado no solo mantener el espíritu festivo de las tradicionales celebraciones de agosto, sino también modernizarlo, atrayendo a nuevos visitantes y fortaleciendo el sentido de comunidad en Ituero.

## Río de Masegoso

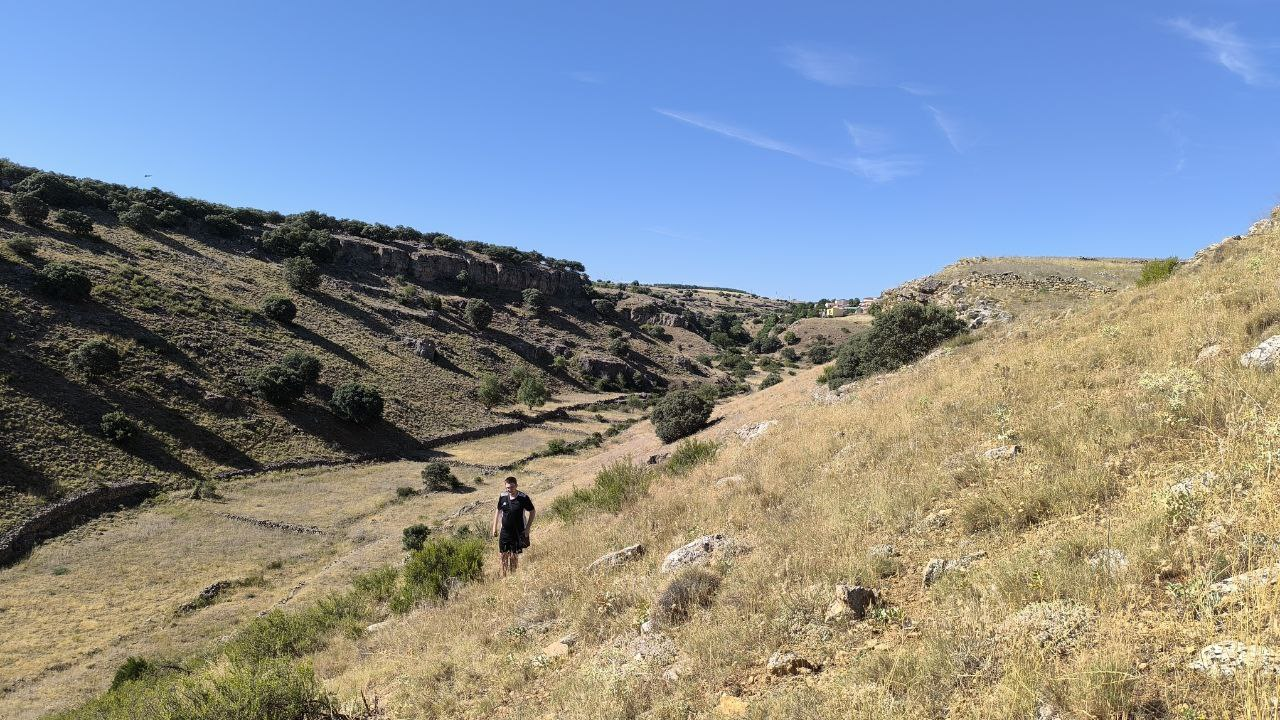
El antiguo cauce del río de Masegoso se extiende en primer plano, con Ituero visible al fondo

Ituero apareció y creció gracias al río de Masegoso y al entorno propicio para la ganadería que éste daba. El río de Masegoso es un arroyo que nace cerca de la aldea de Arteaga de Arriba, en la sierra de Alcaraz. Es un afluente del río del Jardín, cuyas aguas vierten al acuífero del río endorreico de Don Juan en los Llanos de Albacete y que va a parar al Canal de María Cristina en la capital provincial. Este acaba por desembocar en el río Júcar a la altura de Valdeganga, en la comarca de la Manchuela.El río de Masegoso fluye hasta que atraviesa la población de Masegoso, de la que toma el nombre, y en su avance crea un cañón a la altura de Ituero de grandes dimensiones. En la actualidad el arroyo mantiene su caudal hasta atravesar el municipio de Masegoso, el río interrumpe su camino natural hacia el cañón del Ituero, siendo este saboteado por terceras personas y sin contar con el consentimiento de El Ministerio para la Transición Ecológica (España), siendo una actual reclamación de los vecinos de las zonas afectadas.